# Jens Larsen Nyrop
Jens Larsen Nyrop, född 11 april 1831 nära Kalundborg, död 4 oktober 1904 i Köpenhamn, var en dansk operasångare (tenor).
Nyrop, som kom från en bondefamilj, visade tidigt musikaliska anlag. Han sjöng och spelade upp till dans på bondegillena, men arbetade också i jordbruket för sin far. Han besökte upprepade gånger Köpenhamn och efter fullgjord värnplikt hamnade han i Folketeatrets orkester. Efter att under tre år ha fått sin själländska dialekt bortslipad hos Kristian Mantzius och stämman utbildad hos Carl Helsted debuterade han 1862 på Det Kongelige Teater som Masaniello i Den stumma från Portici, i vilken hans tenorstämma blev en omedelbar succé. I hans nästa roll, Achilles i Ifigenia i Aulis, uppfylldes inte förväntningarna, men han tog revansch med Arnold i Wilhelm Tell, Eleazar i Judinnan, och främst med Faust, som 1864 för första gången uppfördes på den danska scenen.
År 1867 besökte han Paris för att vidareutbilda sig, vilket dock inte gav något större resultat och då han kände att rösten redan börjat svikta, försökte han sig på skådespeleriet; 1871 bland annat som kung Håkon i Kongsemnerne och Axel i Axel og Valborg, men detta blev inte någon större framgång. År 1882 framträdde han för sista gången på Det Kongelige Teater och drog sig efter en konstresa i provinserna tillbaka till privatlivet.